# Gesine Dornblüth

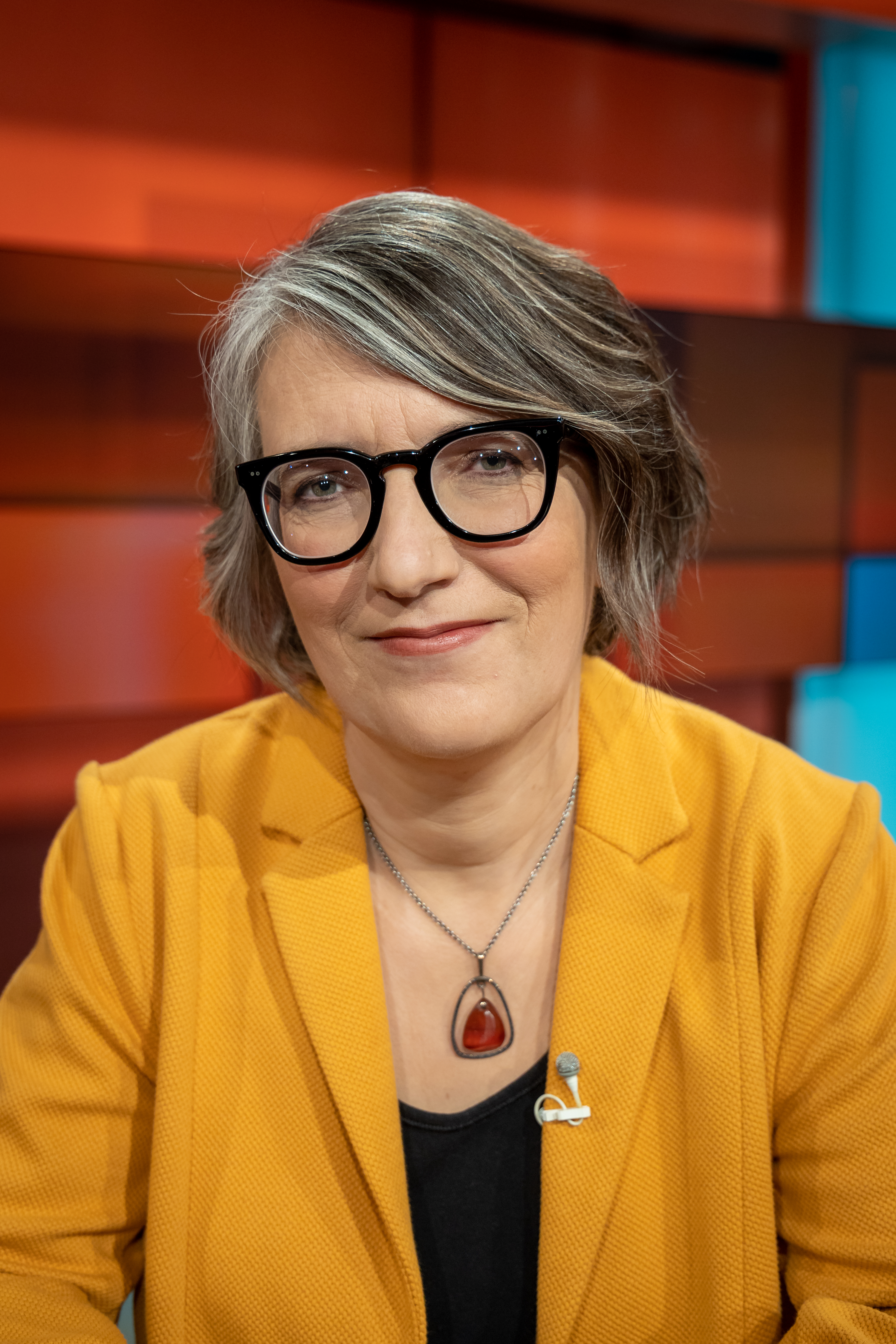
Gesine Dornblüth (2023)

Gesine Dornblüth (* 1969 in Niedersachsen) ist eine deutsche Hörfunkjournalistin. Sie war von Februar 2012 bis Anfang 2017 als  Auslandskorrespondentin für das Deutschlandradio in Moskau tätig sowie als Autorin und Reporterin für alle Rundfunkanstalten der ARD. Dornblüth arbeitet seither mit ihren Kollegen im Journalistenbüro texte und töne.

## Leben
Dornblüth studierte in Hamburg Slawistik und Journalistik. Seit 1992 arbeitet sie als freie Journalistin, zunächst für Tageszeitungen, später für den Hörfunk, und gründete zusammen mit ihrem Partner Thomas Franke das Büro texte und toene in Berlin. 1999 promovierte sie im Fach Slawische Philologie bei Wolf Schmid und Raoul Eshelman über den Dichter Andrei Wosnessenski.
Als Reporterin berichtete sie aus Russland, der Ukraine, Georgien, Armenien, Aserbaidschan, Moldawien und vom Balkan, produzierte Alltagsreportagen, Langzeitdokumentationen und politische Analysen über regionale Konflikte, Demokratisierung und Menschenrechte.  Sie gehörte zu den wenigen freien Journalisten, die für die ARD regelmäßig in den Südkaukasus gefahren sind. Sie machte sich damit im Hörfunk einen Namen, da „die journalistische Arbeit vor Ort ein hohes Maß an Recherchearbeit, viel Leseaufwand bezüglich der historischen Zusammenhänge und zumindest russische Sprachkenntnisse“ erfordere. Auf dem Sendeplatz Gesichter Europas im Deutschlandfunk beleuchtete sie in einer einstündigen Reportage auch Alltagsthemen aus der Region.
Von Februar 2012 bis Anfang 2017 war sie als Auslandskorrespondentin für das Deutschlandradio in Moskau tätig und verlegte auch ihren Wohnsitz dorthin.
Seit März 2017 arbeitet sie als Journalistin im Journalistenbüro texte und toene.
Ihre Erlebnisse in Moskau verarbeitete sie 2017 im Radio-Feature „Drei Löcher im Pappkafka“.
Beim Journalistenverband in Berlin-Brandenburg, dem Landesverband des Deutschen Journalisten-Verbands, leitete Gesine Dornblüth die Stilwerkstatt. Sie ist Vorsitzende des Aufnahmeausschusses dieses Berufsverbandes. Am Internationalen Journalisten-Kolleg der FU Berlin und im Studienwerk der Heinrich-Böll-Stiftung war sie Dozentin für „Ethik im Journalismus“.
Seit 2003 schrieb sie als Autorin allein 40 und als Mitwirkende 20 Ausgaben der täglichen Sendung „Hintergrund“ im Deutschlandfunk.

## Auszeichnungen und Stipendien
- 1999 Suchbild Deutschland, bimedialer Reportagepreis von SFB/ORB und Tagesspiegel[8]
- 2001 Prix-Europa-Hörfunkpreis (mit Thomas Franke) in der Kategorie „Current Affairs“ für das Feature Bruderküsse in Demjansk, das im Deutschlandfunk lief[9][10]
- 2002 Marion-Gräfin-Dönhoff-Journalistenstipendium im Rahmen der Internationalen Journalisten-Programme in Georgien[8]

## Bücher
- „Poststalinizm, Postavangardizm.“ Das Subjekt und die Welt der Objekte in der postmodernen frühen Lyrik Andrej Voznesenskijs. Verlag Sagner, München 1999, ISBN 3-87690-742-X. (Zugl.: Hamburg, Univ., Diss., 1999), (PDF)
- mit Thomas Franke: Ruhmlose Helden – Ein Flugzeugabsturz und die Tücken deutsch-russischer Verständigung. BeBra-Verlag, Berlin 2022, ISBN 978-3-89809-199-2.
- Jenseits von Putin – Russlands toxische Gesellschaft. Herder-Verlag, Freiburg 2023, ISBN 978-3-451-39978-7.
- mit Thomas Franke:: Putins Gift Angeriff auf Europas Freiheit; Herder-Verlag Freiburg 2024; ISBN: 978-3-451-39918-3